# Eberhard von Trier
Eberhard von Trier, auch Eberhard von Schwaben (* um 1010; † 15. April 1066 in Trier), aus dem Geschlecht der Ezzonen, war Sohn des Grafen Ezelin (Hezzelin/Hermann) von Schwaben, damit Enkel von Pfalzgraf Hermann I. von Lothringen und Erzbischof von Trier von 1047 bis 1066.
Vor seiner Ernennung seitens Kaiser Heinrichs III., die mit Zustimmung von Klerus und Volk erfolgte, war er Dompropst zu Worms. Während seiner Amtszeit begleitete Eberhard 1048 den Bischof von Toul Bruno (Bruno von Egisheim-Dagsburg) nach Rom, um dort an dessen Inthronisation zum Papst Leo IX. teilzunehmen. Von ihm erhielt er 1049 noch in Rom den Primat der Trierer Kirche über Gallien bestätigt. Im selben Jahr reiste er nach Reims und Mainz, um dort als Förderer der lothringischen Kirchenreform an den päpstlichen Reformsynoden teilzunehmen. Bereits im Todesjahr Heinrichs III. 1056 berief er mit Erzbischof Anno von Köln, Herzog Gottfried III. dem Bärtigen, seinem Bruder Pfalzgraf Heinrich I. von Lothringen und weiteren lothringischen Adligen die Fürstenversammlung zu Andernach ein (eine weitere dort 1059), um die Regentschaft der Kaiserin Agnes zu unterstützen. In seiner Residenzstadt Trier vollendete er 1056 den Nordturm und das Mittelschiff des Trierer Doms. Um 1060 geriet er infolge des Kriegs gegen den Luxemburger Grafen Konrad I. in Gefangenschaft auf die Luxemburg. Papst Nikolaus II. konnte durch Intervention seine Freilassung erwirken. Eine seiner letzten großen Amtshandlungen war die Weihehandlung der Schwertleite König (und später Kaiser) Heinrichs IV. im Jahre 1065 zu Worms. Eberhard liegt im Kollegiatstift St. Paulin zu Trier begraben.